# Geschützter Landschaftsbestandteil Durchgewachsener Niederwald
Der Geschützte Landschaftsbestandteil Durchgewachsener Niederwald mit 1,36 Hektar Flächengröße liegt östlich von Oelinghauser Heide im Stadtgebiet Arnsberg im Hochsauerlandkreis. Die Fläche wurde 1998 mit dem Landschaftsplan Arnsberg durch den Kreistag des Hochsauerlandkreises als Geschützter Landschaftsbestandteil (LB) mit Namen LB Ehemaliger Niederwald bei Dahlsen mit einer Flächengröße von 1,18 ha ausgewiesen. 2021 wurde der LB bei der Neuaufstellung des Landschaftsplans mit neuem Namen und verkleinert erneut ausgewiesen. Es geht westlich bis zu einer Brücke der Bundesautobahn 46.

## Beschreibung
Beim LB handelt es sich um einen nährstoffreichen Buchenwald der aus ehemaliger Niederwaldwirtschaft hervorgegangen ist. Er weist eine artenreiche Krautschicht mit für das Landschaftsplangebiet seltenen Arten des Waldmeister-Buchenwaldes auf.
Als zusätzliche Entwicklungsmaßnahmen sollen die bei Ausweisung vorhandenen Nadelgehölze im Zentrum der Fläche durch standortgerechtes Laubholz ersetzt werden und zur Erhaltung der traditionellen Waldbewirtschaftungsweise soll eine niederwaldartige Waldnutzung über vertraglicher Regelungen wieder aufgenommen werden.

## Schutzgrund, Verbote und Gebote
Der Geschützte Landschaftsbestandteile haben laut Landschaftsplan eine besondere Funktion für die Gliederung und Belebung des Landschaftsbildes bzw. des umgebenden Offenlandes. Es kommt solchen Objekten in der Regel eine erhöhte Bedeutung als Bruthabitat für Hecken- und Gebüschbrüter zu. Laut Landschaftsplan sind Geschützte Landschaftsbestandteile im Plangebiet durch seinen eigenständigen Charakter deutlich von der sie umgebenden „normalen“ Wald- und Feld-Landschaft zu unterscheiden.
Wie bei allen LB ist es verboten diese zu beschädigen, auszureißen, auszugraben oder Teile davon abzutrennen oder auf andere Weise in seinem Wachstum oder Erscheinungsbild zu beeinträchtigen. Unberührt ist jedoch die ordnungsgemäße Pflege eines LB.
Das LB soll laut Landschaftsplan „durch geeignete Pflegemaßnahmen erhalten werden, solange der dafür erforderliche Aufwand in Abwägung mit ihrer jeweiligen Bedeutung für Natur und Landschaft gerechtfertigt ist.“